# Mieszczerskaja (stacja kolejowa)
Mieszczerskaja (ros. Мещерская) – stacja kolejowa w miejscowości Dmitrowka, w rejonie wiaziemskim, w obwodzie smoleńskim, w Rosji. Położona jest na linii Moskwa – Mińsk – Brześć.

## Historia
Stacja powstała w XIX w. na drodze żelaznej moskiewsko-brzeskiej, pomiędzy przystankami Tumanowo i Komiagino. Początkowo nosiła nazwę Mieszczersk (ros. Мещерскь), zmienioną na obecną jeszcze w czasach carskich.